# Солов'ївка (Логойський район)
Солов'ївка (біл. вёска Солоўеўка) —  село (веска) в складі Логойського району розташоване в Мінській області Білорусі, підпорядковане Задор'євській сільській раді.
Село Солов'ївка розташоване в центральних районах Білорусі, в північній частині Мінської області - орієнтовне розташування.